# Историјски архив Зрењанин
Историјски архив Зрењанин је установа културе од регионалног значаја која се бави заштитом, прикупљањем, сређивањем, обрадом и чувањем архивске грађе, омогућује доступност архивских докумената у научно – истраживачке, приватноправне и јавноправне сврхе.

## Историја
Историјски архив Зрењанин је почео са радом 1. августа 1947. по одлуци Главног извршног одбора Народне скупштине аутономне покрајине Војводине, под именом Архивско средиште број 4 у Зрењанину. Територијална надлежност је обухватала град Зрењанин и срезове Бегејски, Тамишки и Јашатомићки. Први управник је био богослов и правник Тимотеј Тима Рајић, петровградски бележник, члан Историјског друштва у Новом Саду и један од водећих архивских стручњака свога времена у Војводини. Данашњи назив архив носи од 1965. године, а 2007. је за успешан рад награђен наградом „Златни архив” која се додељује најуспешнијим архивима у Србији. Делатност заштите архивске грађе и регистратурског материјала обавља у складу са Законом о културним добрима за град Зрењанин, општине Нови Бечеј, Нова Црња, Житиште и Сечањ и врши се у преко 2000 регистратура. Архив Војводине је матични архив који има надлежност контроле рада Историјског архива Зрењанин. Просторије се налазе у левом крилу Градске куће, грађа се чува у депоима површине 584 m². Од 2007. године архив поседује и репрезентативан изложбени салон у којем се постављају изложбе које приређује архив из грађе својих фондова и збирки, али и угошћују изложбе других архива, институција и појединаца. Чувају више стотина фондова и збирки са преко 5000 метара архивске грађе настале у периоду од 1765. до данас. На основу извршене категоризације 1998. године, 67 фондова (1765—1956) је проглашено културним добром од изузетног значаја, а 66 фондова (1769—1970) од великог значаја. Из грађе је издвојено 116 раритета који се чувају у посебним условима, документи су писани на латинском, немачком, мађарском и српском језику. За значајније фондове су израђена научно–информативна средства, аналитички инвентари, именски и географски регистри. Поред ових информативних средстава постоји и „Водич кроз архивске фондове” који омогућује истраживачима лакше сналажење и проналажење докумената. Архив је опремљен рачунарима, скенерима и фотоапаратима уз помоћ којих се врши дигитализација архивске грађе ради лакше доступности корисницима. Микрофилмовање и дигитализација се обавља од 2003. године. Најчешће се користи архивска грађа Магистрата града Великог Бечкерека 1769—1918. на мађарском језику, Градског поглаварства Петровград 1918—1941. на српском језику, Збирка црквених матичних књига 1746—1895, Збирка карата и планова 1752—1992. и Збирка повеља 1769—1847. Садрже и библиотеку са око 20.000 књига из области историје, географије, права, филозофије, етнологије, медицине и уметности на хебрејском, латинском, старогрчком, румунском, словачком, чешком, словачком, чешком, енглеском, француском, руском, мађарском, немачком и српском језику и 3000 годишта часописа и новина. Најстарија књига датира из 1576. године на латинском језику, а неки часописи и новине су сачувани у континуитету од 1851. и чувају се у посебним условима. Историјски архив Зрењанин је добио на управљање и библиотеку – легат Небојше Попова у којој има више хиљада књига претежно из области друштвених наука и књижевности, као и легат историчара и дугогодишњег директора установе Милана Ђуканова. До сада је објављено дванаест свезака стручног часописа „Архивска грађа” и двадесет и две монографске публикације.